# 登布林

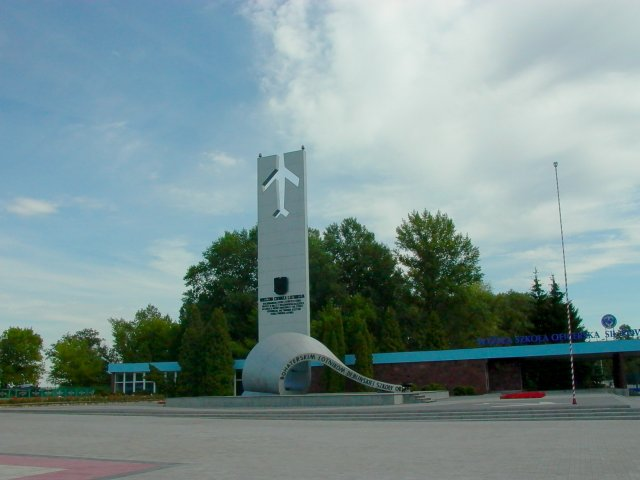

登布林（波蘭語：Dęblin）是波蘭的城鎮，位於該國東部，由盧布林省負責管轄，面積38.33平方公里，海拔高度115米，2006年人口17,933。第二次世界大戰期間，納粹德國在1939年9月15日至1944年7月期間佔領該鎮。

## 外部連結
- Official town webpage （页面存档备份，存于）
- Companionship of Deblin's Friends （页面存档备份，存于）
- Plan of Dęblin fortress - circa 1880 （页面存档备份，存于）
- Soviet POW grave in KZ Deblin （页面存档备份，存于）